# Harry von Meter
Harry von Meter (Malta Bend, 20 marzo 1871 – Los Angeles, 2 giugno 1956) è stato un attore statunitense, attivo nell'epoca del muto.

## Filmografia parziale
- Maud Muller, regia di Tom Ricketts – cortometraggio (1912)
- The Power of Melody (1912)
- The Haunted House, regia di Lorimer Johnston – cortometraggio (1913)
- An Assisted Proposal, regia di Lorimer Johnston – cortometraggio (1913)
- The Rose of San Juan, regia di Lorimer Johnston (1913)
- A Blowout at Santa Banana, regia di Lorimer Johnston – cortometraggio (1914)
- The Cricket on the Hearth, regia di Lorimer Johnston – cortometraggio (1914)
- The Crucible, regia di Lorimer Johnston – cortometraggio (1914)
- The Call of the Traumerei, regia di Jacques Jaccard e Lorimer Johnston – cortometraggio (1914)
- The Coming of the Padres, regia di Lorimer Johnston – cortometraggio (1914)

- A Happy Coercion – cortometraggio (1914)
- The Last Supper, regia di Lorimer Johnston – cortometraggio (1914)
- David Gray's Estate, regia di Lorimer Johnston – cortometraggio (1914)
- The Story of the Olive, regia di Sydney Ayres – cortometraggio (1914)

- The Widow's Investment, regia di Lorimer Johnston – cortometraggio (1914)
- Their Worldly Goods, regia di Sydney Ayres – cortometraggio (1914)
- A Story of Little Italy, regia di Lorimer Johnston (1914)
- The Navy Aviator, regia di Sydney Ayres (1914)
- Metamorphosis (1914)
- The Painted Lady's Child, regia di Sydney Ayres (1914)
- Cameo of Yellowstone, regia di Sydney Ayres (1914)
- Feast and Famine, regia di Sydney Ayres (1914)
- The Trap, regia di Sydney Ayres (1914)
- Break, Break, Break, regia di Harry A. Pollard – cortometraggio (1914)
- The Mystery of the Sealed Art Gallery, regia di George Lessey – cortometraggio (1914)
- Sir Galahad of Twilight, regia di Sydney Ayres – cortometraggio (1914)
- Redbird Wins, regia di Sydney Ayres – cortometraggio (1914)
- The Strength o' Ten, regia di Thomas Ricketts – cortometraggio (1914)
- The Sower Reaps, regia di Thomas Ricketts – cortometraggio (1914)
- The Unseen Vengeance, regia di Thomas Ricketts – cortometraggio (1914)
- The Legend Beautiful, regia di Thomas Ricketts – cortometraggio (1915)
- Coals of Fire, regia di Thomas Ricketts – cortometraggio (1915)
- The Law of the Wilds, regia di Thomas Ricketts – cortometraggio (1915)
- The Wily Chaperon, regia di Thomas Ricketts – cortometraggio (1915)
- In the Twilight, regia di Thomas Ricketts – cortometraggio (1915)
- The Echo, regia di Tom Ricketts – cortometraggio (1915)
- The Two Sentences, regia di Thomas Ricketts – cortometraggio (1915)
- Competition, regia di Reaves Eason, Thomas Ricketts – cortometraggio (1915)
- In the Sunlight, regia di Thomas Ricketts – cortometraggio (1915)
- A Golden Rainbow, regia di Thomas Ricketts – cortometraggio (1915)
- The Right to Happiness, regia di Thomas Ricketts – cortometraggio (1915)
- A Woman Scorned, regia di William Desmond Taylor – cortometraggio (1915)
- The End of the Road, regia di Thomas Ricketts (1915)
- The Other Side of the Door, regia di Tom Ricketts (1916)
- Lone Star, regia di Edward Sloman (1916)
- Dust, regia di Edward Sloman (1916)
- Youth's Endearing Charm, regia di William C. Dowlan (1916)
- Dulcie's Adventure, regia di James Kirkwood (1916)
- Paladino (My Fighting Gentleman), regia di Edward Sloman (1917)
- I miei fidanzati (Captain Kiddo), regia di W. Eugene Moore – cortometraggio (1917)
- Princess Virtue, regia di Robert Z. Leonard (1917)
- Broadway Love, regia di Ida May Park (1918)
- Midnight Madness, regia di Rupert Julian (1918)
- The Dream Lady, regia di Elsie Jane Wilson (1918)
- The Cabaret Girl, regia di Douglas Gerrard (1918)
- The Day She Paid, regia di Rex Ingram (1919)
- Pistola contro gentiluomo (A Gun Fightin' Gentleman), regia di Jack Ford (1919)
- Il ladro di perle (A Rogue's Romance), regia di James Young (1919)
- I pirati del Pacifico (Under Crimson Skies), regia di Rex Ingram (1920)
- Reputation, regia di Stuart Paton (1921)
- The Broadway Madonna, regia di Harry J. Revier (1922)
- Il gobbo di Notre Dame (The Hunchback of Notre Dame), regia di Wallace Worsley (1923)
- A Man's Man, regia di Oscar Apfel (1923)
- L'irresistibile (Kid Boots), regia di Frank Tuttle (1926)